# James Whitworth
James Whitworth Jr. (* 19. Februar 1936 in Brooklyn, New York City; † 15. Dezember 1991 in Griswold, Iowa) war ein US-amerikanischer Schauspieler.

## Leben
Whitworth begann Anfang der 1970er Jahre in verschiedenen Filmen als Nebendarsteller mit dem Schauspiel. Dank seiner markanten Optik und einer Körpergröße von 1, 96 Meter bekam er häufig die Rollen des unnahbaren Sonderlings. 1972 hatte er eine Episodenrolle in der Fernsehserie Kobra, übernehmen Sie. 1975 war er in einer Folge der Fernsehserie Der Unsichtbare zu sehen. Im gleichen Jahr wirkte er unter dem Künstlernamen Cecil Baker in dem Film Virgin Cowboy mit. Breitere Bekanntheit erlangte er durch seine Rollen in Hügel der blutigen Augen und Planet der Dinosaurier im Jahr 1977. Im selben Jahr wirkte er in einer Episode der Fernsehserie Detektiv Rockford – Anruf genügt und dem Spielfilm .357 Magnum mit. Anschließend reduzierte er seine schauspielerische Tätigkeit auf Besetzungen in einzelnen Episoden verschiedener Fernsehserien. Anfang der 1980er Jahre zog er sich aus dem Fernsehschauspiel zurück.
Whitworth verstarb am 15. Dezember 1991 im Alter von 55 Jahren an den Folgen eines Bronchialkarzinoms.

## Filmografie
- 1970: Fandango
- 1970: Black Angels... die sich selbst zerfleischen (Black Angels)
- 1971: Töchter des Satans (The Cult)
- 1971: Bury Me an Angel
- 1971: Chain Gang Women
- 1972: Runaway, Runaway
- 1972: Sweet Sugar – Wildkatzen im Frauencamp (Sweet Sugar)
- 1972: Kobra, übernehmen Sie (Mission: Impossible) (Fernsehserie, Episode 7x08)
- 1972: Did Baby Shoot Her Sugardaddy?
- 1973: Männer wie die Tiger (Terminal Island)
- 1973: The Candy Snatchers
- 1975: Sasqua
- 1975: Posse from Heaven
- 1975: Der Unsichtbare (The Invisible Man) (Fernsehserie, Episode 1x08)
- 1975: Virgin Cowboy
- 1977: Hügel der blutigen Augen (The Hills Have Eyes)
- 1977: Planet der Dinosaurier (Ferocious Planet)
- 1977: Detektiv Rockford – Anruf genügt (The Rockford Files) (Fernsehserie, Episode 4x10)
- 1977: .357 Magnum
- 1978–1979: Notruf California (Emergency!) (Fernsehserie, 2 Episoden, verschiedene Rollen)
- 1980: Quincy (Quincy, M. E.) (Fernsehserie, Episode 5x20)
- 1980: Fantasy Island (Fernsehserie, Episode 3x22)
- 1980: Die Schnüffler (Tenspeed and Brown Shoe) (Fernsehserie, Episode 1x13)
- 1981: B.J. und der Bär (B.J. and the Bear) (Fernsehserie, 2 Episoden)